# بوبري

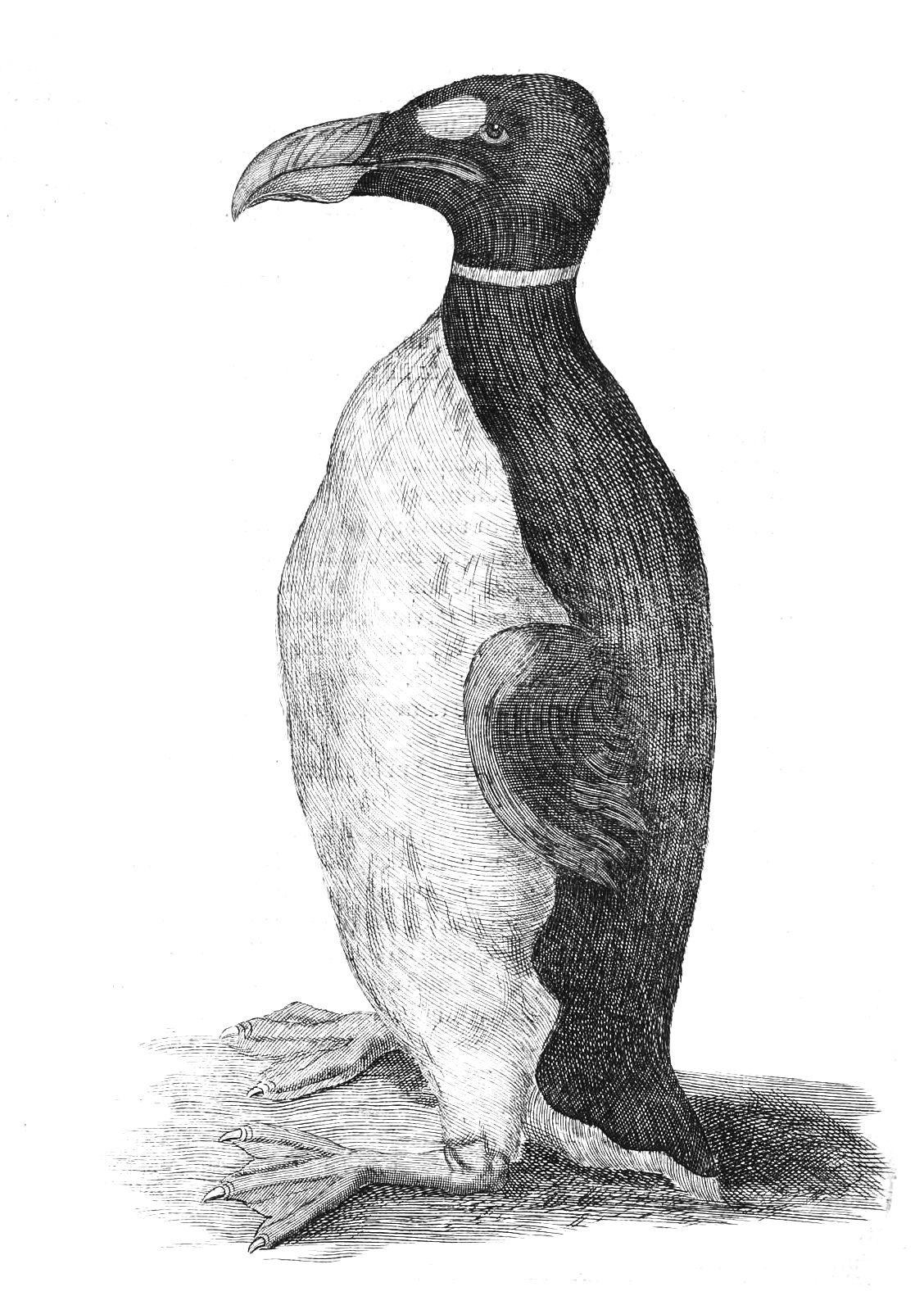
طائر الأوك العظيم ، والذي قد يكون مصدرًا لأوصاف البوبري

البوبري هو مخلوق أسطوري يتغير من شكل لاخر يسكن بحيرات الساحل الغربي لإسكتلندا. عادة ما يتخذ شكل طائر مائي عملاق يشبه طائر الغاق أو الغواص الشمالي ، ولكنه يمكن أن يتجسد أيضًا في شكل مخلوقات أسطورية أخرى مختلفة مثل ثور الماء.
وهو كيان خبيث بشكل عام، وعادةً ما يفترس البوبري الماشية التي يتم نقلها على متن السفن، ولكنه أيضًا مغرم بثعالب الماء، التي يستهلك عددًا كبيرًا منها. في مظهره يشبه حصان الماء ، يكون المخلوق قادرًا على الركض عبر قمة البحيرات كما لو كان على أرض صلبة. خلال أشهر الصيف، يقال ايضا انه قد يُرى على شكل حشرة كبيرة تمتص دماء الخيول.

## المنشأ
يتوقع كامبل من إيسلاي أن البوبري ربما يكون قد نشأ من مشاهدات الأوك العظيم. وأشار إلى أن أشخاصًا مختلفين رووا له قصصًا عن المخلوق واعتبر أنه "له وجود حقيقي في العقل الشعبي". واعتبر أن حكاية البوبري في ظهور حصان الماء تشبه الأسطورة الإسكندنافية "لحرث الآسا". بالإشارة إلى قاموس فوربس لعام 1905 لـ "أسماء الوحوش الغيلية" والذي يتم فيه تعريف بوبير على أنه واق شائع، ووصف تفصيلي قدمه الباحث جيمس لوجي روبرتسون للثور أو المستنقع (اسم بديل للواق) في صحيفة الاسكتلندي في عام 1908 افترض هندرسون أن البوبري قد تنبع من الواق. بالإشارة إلى "الصوت الغريب الغريب" لطائر الواق وتسليط الضوء على "صرخته المجوفة الغريبة" أثناء الليل وطوال المساء، وصفها بأنها تشبه خوار الماشية بهدوء خاصة خلال موسم تكاثر الطيور. تشير السجلات إلى أن الطائر كان نادرًا في اسكتلندا ولكن تمت رؤيته في العقد الأول من القرن العشرين، على الرغم من أن رؤية الواق كان يُعتقد أنها نذير الموت أو الكارثة.